# Línea Palencia-Santander
La línea Palencia-Santander es una línea de ferrocarril de 217 kilómetros de longitud que pertenece a la red ferroviaria española. Une la Meseta central desde la ciudad de Palencia con la costa de Cantabria, finalizando en la ciudad de Santander. Siguiendo la numeración de Adif es la línea 160.
Su construcción se dividió en dos grandes tramos, el de Santander hasta Alar del Rey, que representa el grueso de la línea y el de Venta de Baños a Alar de Rey que servía para enlazar el trazado con la Línea General del Norte. La compañía del Ferrocarril de Isabel II y la Compañía de los Caminos de Hierro del Norte de España respectivamente, se encargaron de las obras concluyéndose en su totalidad en el año 1866. 
Cambios posteriores llevaron a que el tramo Alar del Rey-Venta de Baños se integrará parcialmente en la línea Venta de Baños-Gijón de tal forma que actualmente la línea tiene su punto de partida en Palencia y no en Venta de Baños como lo tenía originalmente.

## Características
La línea entre Palencia y Santander es un trazado de 217 kilómetros totalmente electrificado a 3000 V y de vía única en ancho ibérico (1668 mm). Emplea un Bloqueo Automático en Vía Única (BAU) con CTC (Control de Tráfico Centralizado) en todo su recorrido. 
Como medidas de seguridad cuenta con ASFA y tren-tierra.
Es una de las vías férreas con mayores complejidades técnicas de toda España, especialmente en el tramo que atraviesa la cordillera Cantábrica, en la que los trenes tienen que salvar grandes desniveles en pocos kilómetros. Dicha complejidad técnica queda reflejada en la gran cantidad de túneles y viaductos que conforman el trayecto.
| Número | Nombre                | P.K.    | Longitud (m) |
| ------ | --------------------- | ------- | ------------ |
| 0      | Tuerces I             | 389/716 | 78           |
| 0 bis  | Tuerces II            | 389/846 | 87           |
| 1      | Villaescusa           | 391/498 | 36           |
| 1 bis  | Matarrepudio          | 412/813 | 251          |
| 2      | Reinosa               | 427/528 | 1276         |
| 3      | Cañeda                | 429/863 | 471          |
| 4      | Peña Unción           | 432/207 | 120          |
| 5      | Fresnios              | 439/194 | 46           |
| 6      | Peña Cecia            | 439/404 | 104          |
| 7      | Ferrería              | 441/127 | 140          |
| 8      | Bustio (peña Bustio)  | 441/406 | 89           |
| 9      | La Planta (La Plana)  | 441/975 | 80           |
| 10     | La Cobertoria         | 442/248 | 219          |
| 11     | El Cajigo             | 443/032 | 83           |
| 12     | Abarquero             | 443/258 | 142          |
| 13     | La Mina               | 443/458 | 62           |
| 14     | Cajidos               | 443/672 | 133          |
| 14 bis | Artificial            | 444/085 | 90           |
| 15     | Montabliz             | 447/699 | 673          |
| 16     | Negro (Prado Simón)   | 448/619 | 293          |
| 17     | Gustazoso             | 448/982 | 261          |
| 18     | Morín (Cotio)         | 450/668 | 222          |
| 19     | Hijando               | 451/322 | 242          |
| 20     | Pujayo                | 451/285 | 682          |
| 21     | San Lorenzo           | 452/657 | 271          |
| 22     | Las Llosas            | 455/645 | 327          |
| 23     | La Real               | 458/428 | 93           |
| 24     | Portolín              | 461/665 | 155          |
| 25     | El Paso (Las Fraguas) | 468/327 | 197          |
| 26     | El Airoso (Mediahoz)  | 469/357 | 183          |
| 27     | Cantera (Bostronizo)  | 470/917 | 203          |
| 28     | Largo (Somahoz)       | 471/560 | 358          |

Salvo actuaciones puntuales, el trazado sigue siendo en la actualidad prácticamente el mismo que cuando se construyó a mediados del siglo XIX. La antigüedad del trazado hace que las velocidades medias sean bastante bajas en algunos tramos; así por ejemplo la velocidad máxima permitida es de 155 km/h entre Palencia y Reinosa, de 90 km/h en el complejo tramo entre Reinosa y Bárcena de Pie de Concha y de 155 km/h en su tramo final entre Bárcena y Santander.
El tiempo en el que se recorren los 217 kilómetros es actualmente de 2 horas y 30 minutos en el mejor de los casos, esto es, si se viaja en un tren Alvia. Los servicios de Regionales, que realizan más paradas, tardan alrededor de 3 horas y 15 minutos en recorrer la distancia entre las dos ciudades. Esto hace que esta línea sea una de las que presentan tiempos menos competitivos de toda la red, situación que ha sido criticada en numerosas ocasiones especialmente desde la Comunidad de Cantabria, al ser esta vía su única comunicación férrea con la Meseta central y por extensión con Madrid.

## Historia

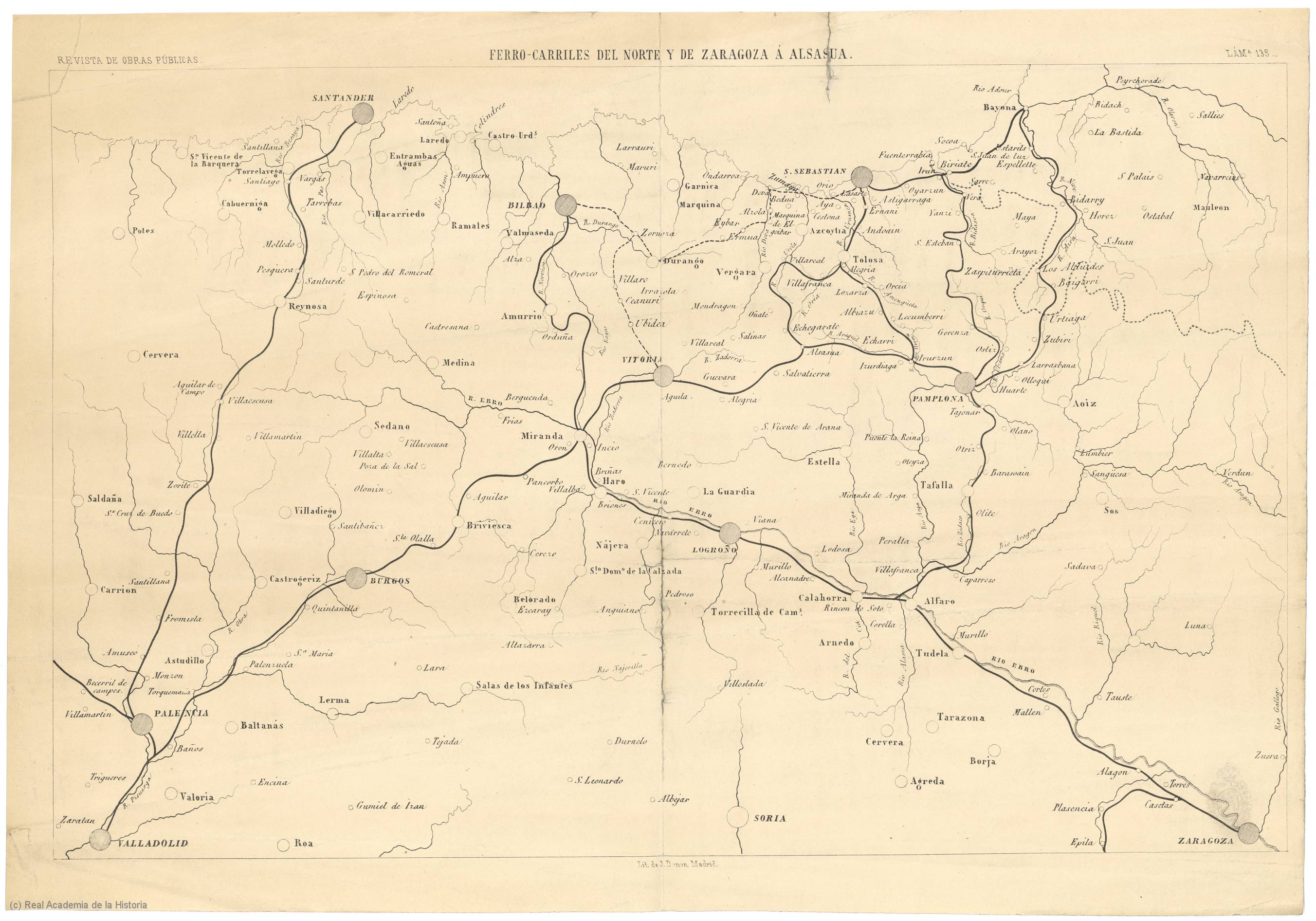
Mapa de 1861 de los Ferrocarriles del Norte: De Zaragoza a Alsasua. En él se aprecia la línea de ferrocarril entre Palencia y Santander ya completada.

### El ferrocarril Alar del Rey-Santander

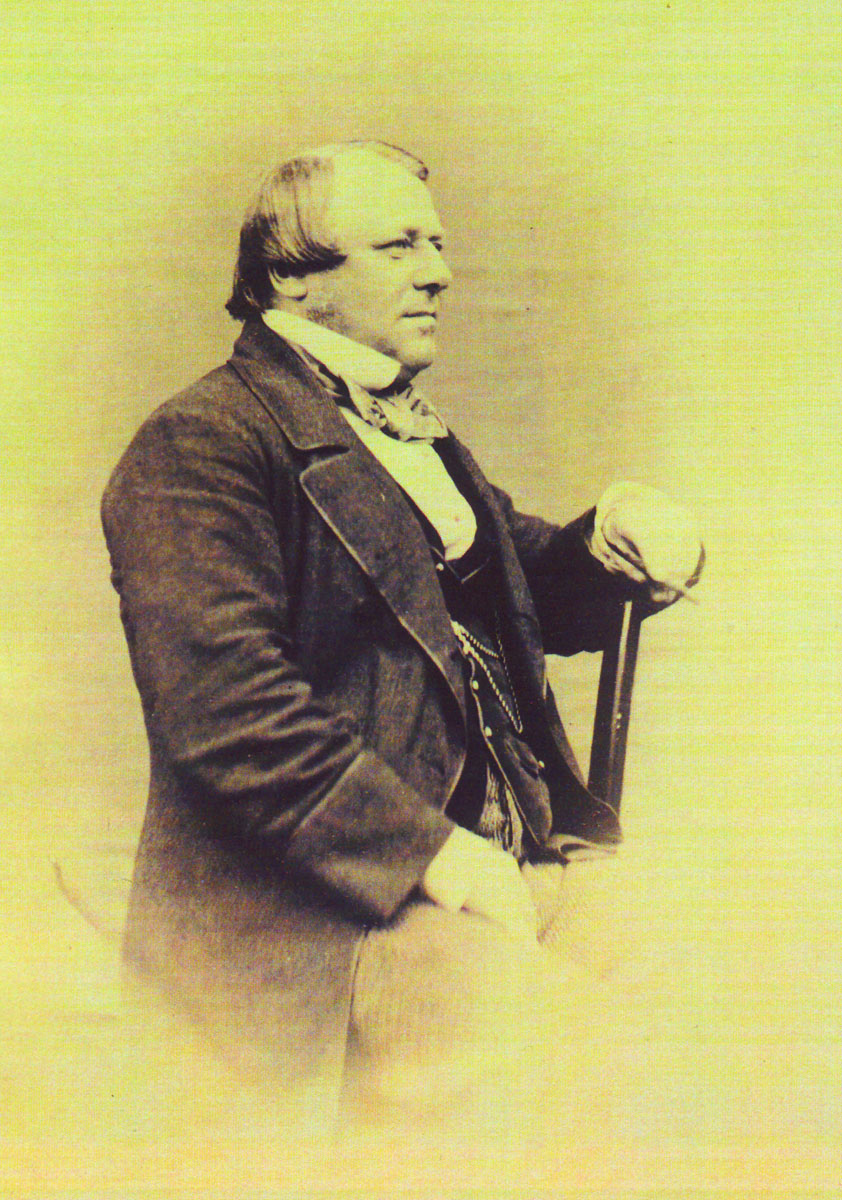
Retrato de George Mould de entre 1855 y 1857. El inglés Mould fue el contratista, acordando construir la sección Alar del Rey-Reinosa del ferrocarril en cuatro años por 120 millones de reales.

Los primeros intentos para unir Santander con la Meseta Central surgen en 1845 y tienen como punto de partida Alar del Rey, una localidad palentina creada para la construcción del ramal norte del canal de Castilla a mitad del siglo XVII. Y es que con la llegada de este nuevo medio de transporte, los dueños del canal vieron una nueva forma de hacer llegar sus mercancías hasta el Cantábrico.
Hay que entender la importancia del tráfico rodado por carretera proveniente de la meseta en aquella época. En el año 1853 entraron en Santander con trigo, harina y vino 108.000 carretas (350 diarias) y hacia 1874 en la villa de Reinosa se contaba el paso diario de unas 2.000 carretas con un trasiego sin fin día y noche por la carretera.

Ante la alternativa de prolongar el canal o construir un ferrocarril la Compañía del Canal de Castilla se decantó por este última tras la imposibilidad de salvar la divisoria entre los ríos Ebro y Duero, que se elevaba 142 metros sobre Alar del Rey y de no poder contar con aguas suficientes para dar caudal a ese tramo. A ello habría que añadir el rápido descenso desde la cordillera Cantábrica hacia Santander que implicaba un control de dichos caudales de agua muy costoso.
El primer intento de realizar un proyecto de ferrocarril lo llevaría a cabo el propio George Stephenson, el cual visitaría en 1845 la provincia de Santander con el fin de que estudiar la posibilidad de realización del ferrocarril Santander-Alar del Rey, a petición de inversores ingleses que veían la oportunidad de construir una línea que comunicara Madrid con un puerto del mar Cantábrico. Pero Stephenson finalmente abandonó un proyecto repleto de enormes dificultades técnicas, que ponía a prueba la ingeniería de la época y que no encontró apenas apoyo desde el gobierno de Madrid.
Sería el ingeniero de caminos Juan Rafo Tolosa el que lograría culminar con éxito la realización del primer proyecto de ferrocarril entre Santander y Alar del Rey, no sin numerosas dificultades para solucionar los impedimentos de una tecnología ferroviaria de entonces que no permitía sobrepasar determinados límites en las rampas ante una orografía extremadamente complicada y escabrosa.
Hay que entender que en aquella época no se tenía experiencia alguna en la construcción de ferrocarriles de montaña, no llegándose a construir la primera línea de este tipo hasta 1854, cuando el austriaco Carl Ritter von Ghega llevó a cabo el ferrocarril transalpino de Semmering. Hasta la fecha los ferrocarriles construidos en Europa solo admitían una centésima de pendiente, con radios de curva que no bajaban de los 400 metros. El otro gran paso ferroviario de la cordillera Cantábrica, la rampa de Pajares en Asturias, no se construiría hasta 1884.
Con estas limitaciones que una locomotora descendiese desde Reinosa (851 m s. n. m.) a Santander, al nivel del mar, era prácticamente imposible. Por ello Rafo optó por una solución, ampliamente utilizada en las explotaciones mineras, de tracción por cable para la sección más complicada, la existente entre Reinosa y Bárcena de Pie de Concha, con una sucesión de cuatro planos inclinados de tracción por cable en la Hoz de Bárcena que permitiese salvar el desnivel de 560 metros entre ambas poblaciones distantes 15 kilómetros. Las otras dos secciones, Alar del Rey-Reinosa y Bárcena de Pie de Concha-Santander, serían independientes, explotándose de manera aislada, lo que incrementaría extraordinariamente los costes de operación.
Debido a las grandes dificultades de llevar a cabo con éxito tan magna obra, la empresa del Canal de Castilla se decidió por abandonar el proyecto. Ante esto la burguesía de Santander, viendo los graves perjuicios que le originaba con el retraso en transporte de granos y harinas desde Castilla y las consecuentes y costosas estadías de los buques en puerto, opta por recoger el testigo y continuar con la idea de un ferrocarril que una Santander con la Meseta. Así, un grupo de empresarios santanderinos consigue el 19 de diciembre de 1851 la concesión de esta línea de ferrocarril, dándole el nombre de Compañía del Ferrocarril de Isabel II a la nueva sociedad.
Hay que tener en cuenta la importancia de esta obra, ya que era una de las primeras líneas de ferrocarril que se iban a construir en España -hasta entonces los únicos ferrocarriles existentes en la península ibérica eran el de Barcelona-Mataró de 1848 y Madrid-Aranjuez de 1851- la cual ponía en comunicación el principal granero de España con un puerto de primer orden en la costa cantábrica. El objetivo era, a la sazón y en palabras del ministro de Hacienda de la época Alejandro Mon y Menéndez, «poner en competencia el grano castellano con el ruso en el mercado inglés».
Para promover tal fin el gobierno de Bravo Murillo, con Mariano Miguel de Reynoso al frente del Ministerio de Fomento, auxilió a la Compañía de Isabel II con 60 millones de reales pagaderos en acciones del ferrocarril para que invirtiera en la obra con un plazo de ejecución de cinco años.

#### Sección Alar del Rey-Reinosa

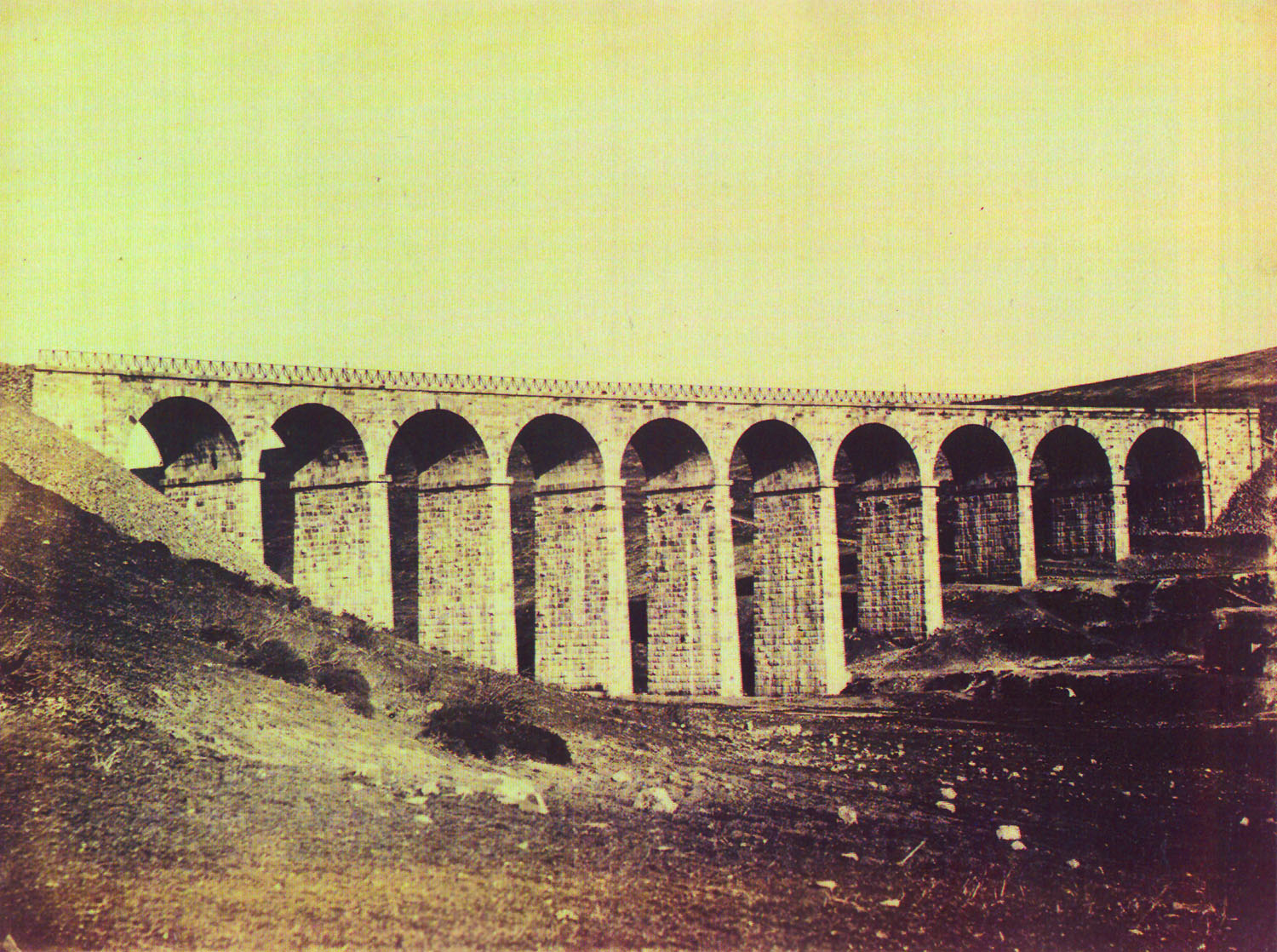
Positivo sobre cartulina con una vista del viaducto de Marlantes, del reportaje fotográfico sobre la construcción del ferrocarril de Santander a Alar del Rey llevado a cabo por el ingeniero y fotógrafo William Atkinson (1855-1857). Su colección está considerada como el primer monográfico de fotografía dedicado a una obra pública en España.

Las obras se iniciaron en Santander el 3 de mayo de 1852 con la puesta de la primera traviesa por parte del rey consorte Francisco de Asís de Borbón. Era el primer monarca que pisaba tierra cántabra desde Felipe II.
El encargado de las obras sería el contratista inglés George Mould por un monto de 120 millones de reales para el tramo Alar del Rey-Reinosa, el de menor dificultad técnica. Esta sección presentaba un longitud total de 50 kilómetros y aunque la diferencia de cotas entre ambas poblaciones era escasa, Alar con 848 metros y Reinosa con 846 m, atravesaba la divisoria de aguas por el puerto de Pozazal, de 1002 metros de altitud. Al ser su vertiente septendrional más escarpada se optó por una pendiente de bajada de 15 milésimas en 8000 metros, superior a los admitido hasta la fecha pero confiando en la futura mejora técnica de las locomotoras. Las curvas son casi todas ellas de 350 a 450 metros, con tramos rectos intermedios de 100 metros. Esta era la única solución factible que se podía dar por aquella época si se querían resolver las limitaciones en cuanto a pendiente se refiere.
Todo ello obligó a realizar grandes desmontes y terraplenes con un importante número de obras de fábrica. Entre las más de 140 destacan 13 puentes, cinco de ellos con tramos de hierro con pilastras de sillería, y sobre todo el viaducto de Marlantes, una sobresaliente obra de sillería a hueso anterior al uso sistemático del hierro y del hormigón armado en este tipo de infraestructuras. Este viaducto fue finalizado en 1856 y  tiene 123 metros de longitud, 25 metros de altura y diez arcos de 9,7 metros de luz.
Sería la obra de ingeniería más destacada del primer tramo que uniría Alar con Reinosa y durante tres años el viaducto más grande de España.
| Nombre                | P.K.    | Longitud (m) | Arcos | Luz (m) |
| --------------------- | ------- | ------------ | ----- | ------- |
| Rubagón               | 399/793 | 20           | 3     | 5       |
| Camesa                | 400/352 | 26           | 3     | 5       |
| Mataporquera          | 407/835 | 20           | 3     | 5,2     |
| Arroyo Henares        | 411/300 | 12           | 2     | 5,8     |
| Viaducto de Celada    | 419/200 | 123          | 10    | 9,7     |
| Izarilla              | 423/935 | 62           | 4     | 12      |
| Lantueno              | 436/860 | 14,4         | 1     | 12      |
| Tres Ojos             | 459/430 | 41,5         | 3     | 11,5    |
| El Rey                | 461/600 | 41           | 2     | 20,3    |
| Los Llares            | 468/087 | 45           | 3     | 10,7    |
| Las Fraguas-Primitivo | 468/567 | 62           | 4     | 9,7     |
| Arroyo Salado         | 492/950 | 50           | 4     | 9,74    |
| Río Pas-Primitivo     | 493/729 | 158          | 10    | 13,8    |

La sección Alar del Rey-Reinosa sería finalmente inaugurada el 24 de marzo de 1857.

#### Sección Reinosa-Bárcena de Pie de Concha
Para la segunda sección, de Reinosa a Bárcena de Pie de Concha, el proyecto de Juan Rafo fue totalmente modificado por Alfred S. Gee, ingeniero inglés contratado para la realización de las obras. Gee calculó pendientes máximas de 20 milésimas al existir locomotoras más potentes, eliminando así el grave inconveniente que suponía el uso de planos inclinados para la explotación de la línea. Además adoptaría el ancho ibérico de 1,668 mm tras la Real Orden del 28 de abril de 1853 que obligaba a aumentar el ancho de vía del ferrocarril para igualarlo al resto de la red.
Cabe señalar que el ingeniero inglés propuso otro trazado alternativo al de la cuenca del río Besaya, torciendo desde Reinosa al Este por la llanada de La Virga -hoy casi totalmente cubierta por el embalse del Ebro- para cruzar la divisoria cantábrica por el puerto del Escudo (de manera similar al malogrado ferrocarril Santander-Mediterráneo), descendiendo a continuación por el río Pas y siguiendo hasta Santander por Renedo de Piélagos. Está opción, proyectada también con y sin planos inclinados, sería finalmente rechazada.

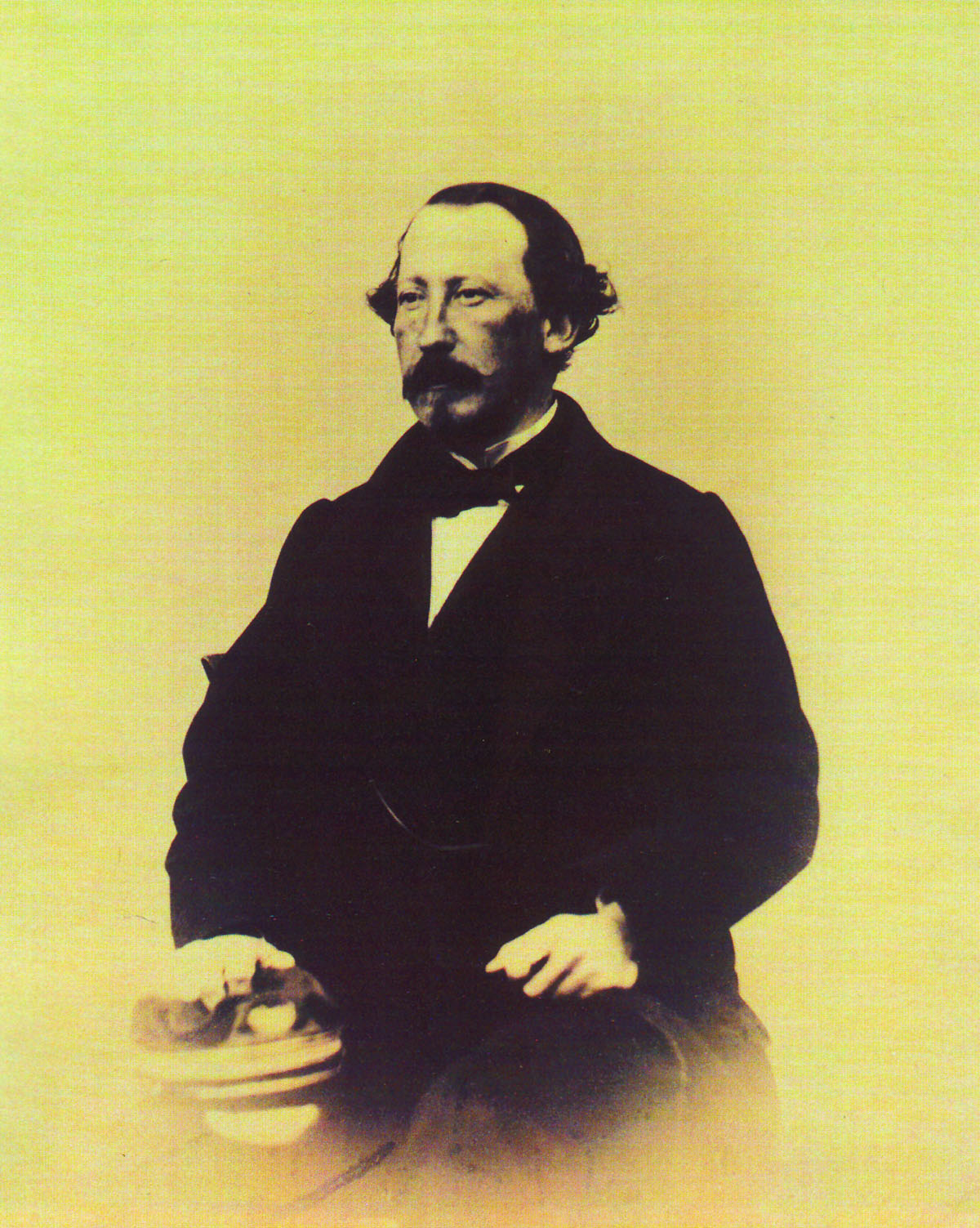
Carlos Campuzano y Watkins (1820-1879) se encargaría de construir las estaciones del ferrocarril entre Santander y Alar del Rey.

El ingeniero Carlos Campuzano y Watkins estudiaría detenidamente este tramo, presentando una modificación del proyecto original a finales de 1860. Este sería modificado nuevamente por el nuevo Ingeniero Jefe, Cayetano González de la Vega, quien propuso el itinerario definitivo aprobado en 1862.
La realización de esta sección fue especialmente difícil en comparación con las otras dos, las cuales ya presentaban de por sí serios desafíos constructivos. El desnivel entre Reinosa y Bárcena de Pie de Concha es de 560 metros, distando 21 kilómetros ambas poblaciones, pero además el tramo Pesquera-Bárcena presenta un desnivel de 319 metros en 7 km, lo que significa una rampa continua superior al 4,5%. Ello obligó a desarrollar un trazado ampliamente serpenteante que mantuviese curvas de 300 metros de radio mínimo. Es tal la sinuosidad que estando a 1,9 km en horizontal de la estación de Bárcena la línea de ferrocarril precisa recorrer 16 km para acceder a esta.
Su ejecución fue muy compleja y se tardó bastante en ponerla en servicio: el 2 de febrero de 1866 en la sección Reinosa-Santiurde, de 11 kilómetros, y el 8 de julio en el trayecto Santiurde-Bárcena.
Durante las obras llegaron a participar en la construcción de la línea férrea más de 1.100 obreros trabajando en levantar 76 obras de fábrica y muros de contención de hasta 30 metros de altura y horadando 22 túneles, el más largo de 1.270 m.
Esta sección sería la última en finalizarse de toda la línea, inaugurándose el 8 de julio de 1866, seis años después de la tercera sección.

#### Sección Bárcena de Pie de Concha-Santander

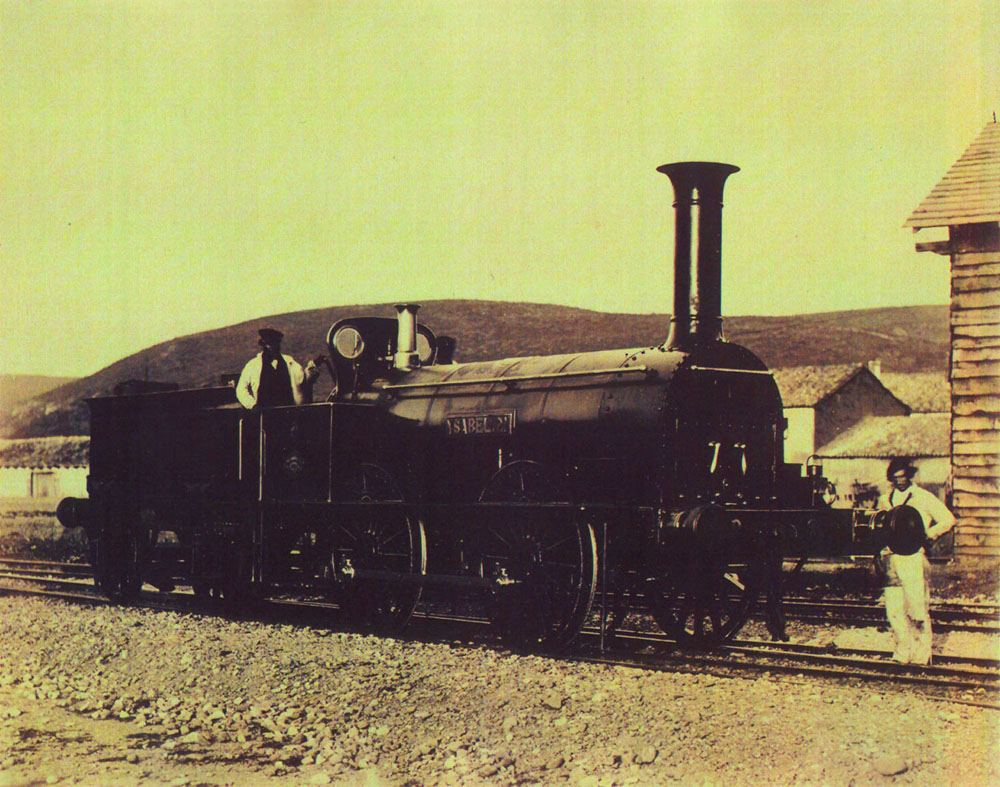
Locomotora Isabel II (2-4-0 según la notación Whyte), una de las primeras 14 compradas por la Compañía del Ferrocarril de Isabel II a la casa inglesa Isaac Dodds and Son de Rotherham destinadas a las obras de construcción del ferrocarril Alar del Rey-Santander y que por alguna razón no fueron pagadas.

La última sección Bárcena de Pie de Concha-Santander consta de casi 55 kilómetros y pese a ser la que menos dificultades presentó de las tres debido a que atraviesa un terreno mucho menos agreste en dirección a La Marina, sumó numerosas obras de fábrica y pasos superiores para franquear las cuencas fluviales de los ríos Besaya y Pas. En total fueron 140 obras de fábrica, 10 puentes y cinco túneles.

### De Venta de Baños a Alar del Rey
Mientras se construía la línea entre Alar y Santander, se hacía patente la necesidad de unir el trazado a la incipiente red ferroviaria que se estaba construyendo en España. Para ello, la mejor opción fue la Línea General del Norte que pretendía unir Madrid con la frontera francesa en Hendaya y que en 1860 había alcanzado ya Venta de Baños. Ese punto fue el elegido por la Compañía de los Caminos de Hierro del Norte de España para prolongar la línea hasta Alar del Rey permitiendo desde 1866 unir Madrid con Santander.

### Evolución

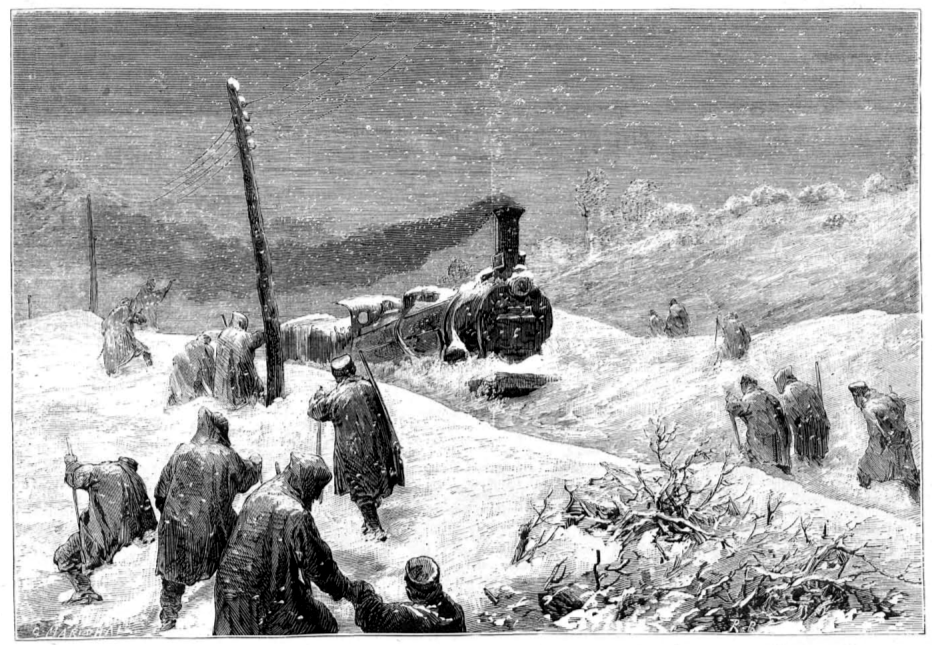
El 13 de diciembre de 1864 el tren de viajeros proveniente de Madrid estuvo sepultado por la nieve durante 15 días, teniendo que ser los pasajeros rescatados por un destacamento de carabineros que lograron acceder desde la estación de Pozazal. Xilografía de La Ilustración Española y Americana.

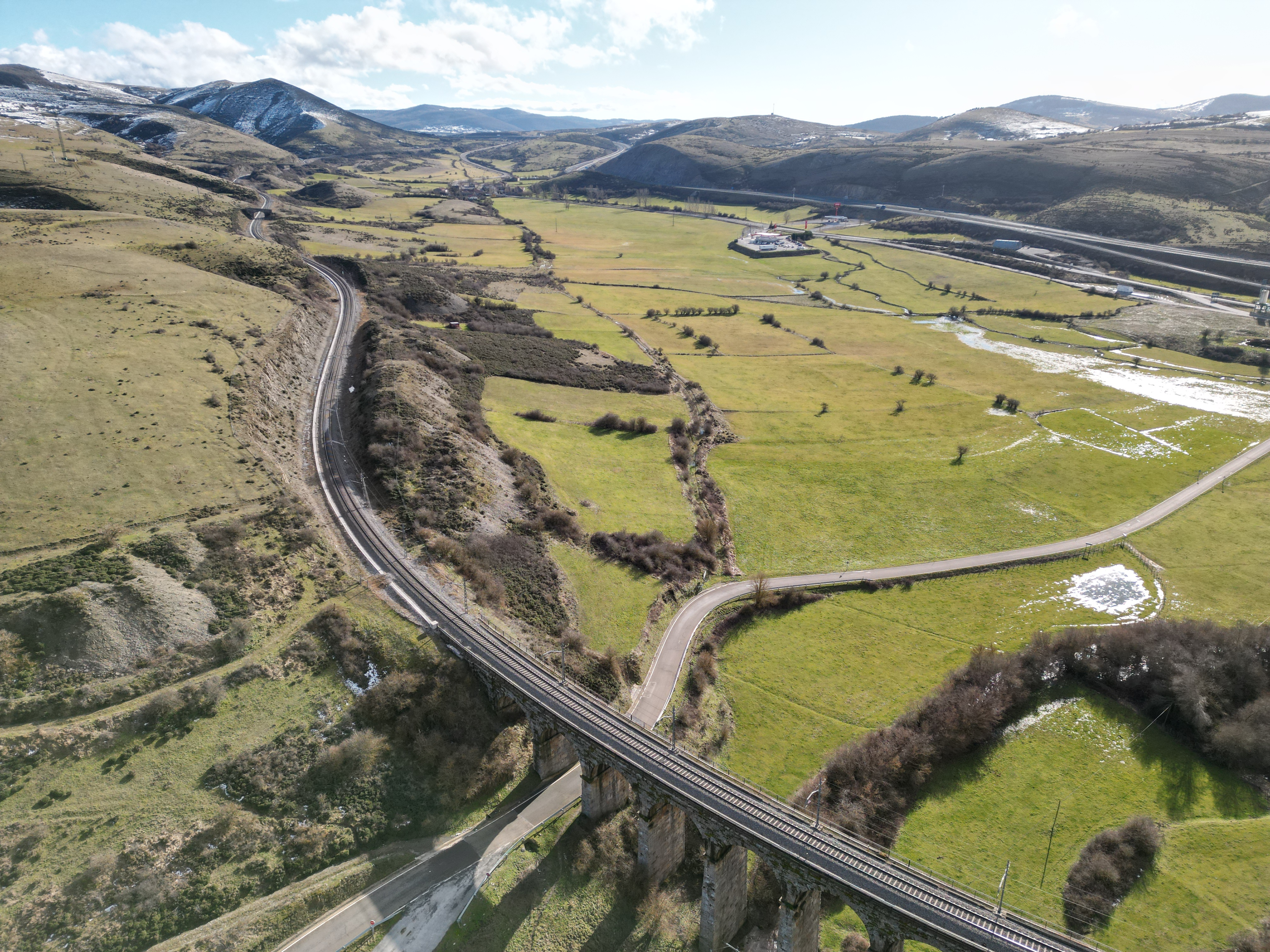
La línea de ferrocarril atravesando el viaducto de Celada-Marlantes, a su paso Fombellida, próxima al puerto de Pozazal.

Pero el tremendo esfuerzo económico que supuso para la época esta gran obra de ingeniería propiciaría a la larga un triste final para la Compañía del Ferrocarril de Isabel II, que quedaría en una precaria situación financiera, no pudiendo adquirir material rodante adecuado para la explotación de la línea, lo que la hizo dirigir irremediablemente hacia la bancarrota. Los medios técnicos y económicos eran escasos y en épocas de grandes nevadas no era raro que se detuviese la circulación de trenes, lo que hacía que la provincia estuviera incomunicada por ferrocarril con la meseta durante días.
Todo ello junto al retraso de las obras, que se prolongarían durante más de 14 años, hizo que no pudiera hacer frente a sus cargas financieras, quebrando en 1868 y pasando el ferrocarril a manos estatales. En 1871 sus activos se transferirán a una nueva sociedad llamada Nueva Compañía del Ferrocarril de Alar-Santander, el fin del reinado de Isabel II hacía poco recomendable el nombre original.
Sin embargo la situación no mejoró significamente y corta sería su existencia, pues en 1874 la Compañía del Norte, que operaba el ramal de Venta de Baños a Alar del Rey finalizado en 1860, se haría con aquella por 92.702.000 reales de vellón.
El hecho de que el ferrocarril Alar del Rey-Santander dejase de estar en manos de accionistas locales, pasando a ser controlado por el capital francés de la Compañía de los Caminos de Hierro del Norte de España, produjo a la larga graves perjuicios al comercio de Santander. En años venideros la Compañía del Norte, que controlaba el transporte por ferrocarril del norte de España, desvió el tráfico de mercancías de trigos y harinas provenientes de Palencia, Burgos, Valladolid, Zamora y Salamanca hacia los puertos de Irún, San Sebastián, Pasajes y Bilbao debido a la imposición de unas elevadísimas tarifas que hacían prohibitivo el uso de la línea férrea y por ende del puerto de Santander.
El devenir en los decenios venideros de la Compañía del Norte no fue diferente al de otras compañías ferroviarias. El capital económico necesario para el desarrollo ferroviario del país vino fundamentalmente del extranjero, beneficiándose este en especial de los contratos de construcción y aportación de material ferroviario para su renovación, lo que no fomentaba el desarrollo endógeno de una industria siderúrgica auxiliar en el país. La explotación de estas líneas llegaría a ser un negocio ruinoso para las compañías que, debido a esta falta de esa revolución industrial y a un país con escasa densidad de población, arrastró al fracaso económico a la mayoría de los ferrocarriles. La línea Palencia-Santander sufrió esta falta de capitalización de las compañías ferroviarias, con apenas inversiones más allá de lo estrictamente necesario para poner en servicio una explotación deficiente. Durante el mandato del directorio de Miguel Primo de Rivera se realizó la última gran inversión, con la renovación de la vía y del material rodante a cargo del estado. Con la llegada de la Segunda República se paralizaron las inversiones en ferrocarriles y la situación no hizo más que agravarse con la Guerra Civil, que causó enormes destrozos en la línea. Así se llega al 24 de febrero de 1941, en el que se crea Renfe y se nacionalizaron las concesiones de todas las compañías de ancho ibérico.
El siguiente gran hito de la línea se produciría en 1951 con su electrificación, que vino acompañada de la sustitución de carriles, traviesas y balastos, finalizando toda la obra en el año 1954 por un montante de 275 millones de pesetas. Supuso pasar de velocidades medias de marcha en los trenes ascendentes en viajeros de 35 a 53 km/h y de 23 a 42 km/h en los de mercancías, un incremento del 60 y 80% respectivamente.
Renfe conservaría la gestión de la línea hasta la creación de Adif a finales de 2004.

## Situación actual
La línea entre Santander-Alar del Rey discurre por la primitiva traza y su modernización se ha limitado fundamentalmente a la colocación de una catenaria en 1951 y a la ejecución de pequeños retranqueos realizados con ocasión de renovaciones puntuales de la vía.

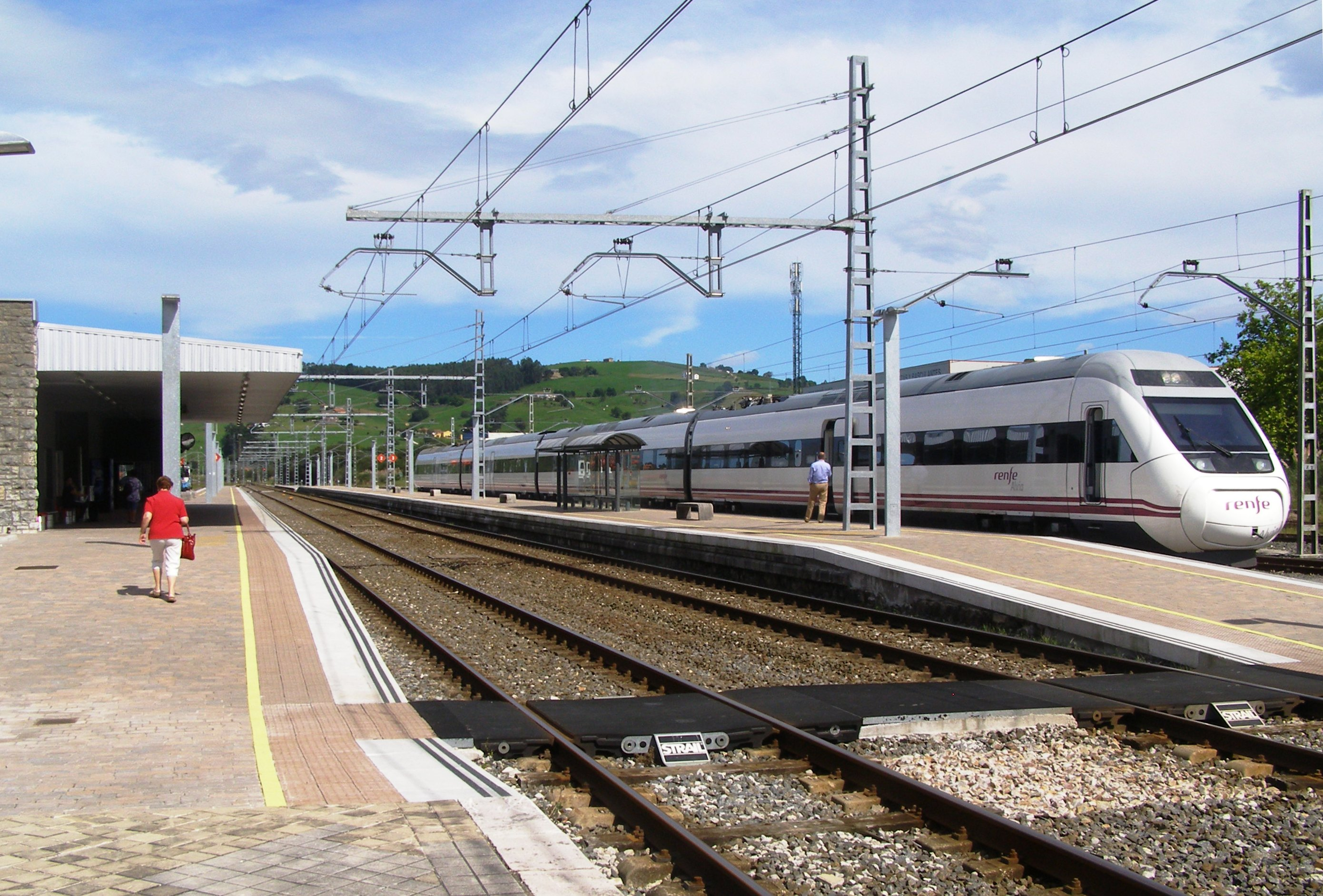
Alvia S-120 estacionado en la vía 3 de la estación de Tanos (Torrelavega) en 2011.

El hecho de que la infraestructura no haya experimentado mejoras significativas desde su construcción en 1866 ha afectado significativamente a los tiempos de viaje. Las limitaciones de un trazado de hace 150 años, con unos radios de curva muy reducidos para lo normal en el siglo XXI, lo hacen poco propicio para las velocidades máximas que pueden alcanzar los trenes modernos: el tramo de Mataporquera a Bárcena de Pie de Concha, de 53 kilómetros, tiene fijada actualmente una velocidad máxima de 75 km/h.
Hasta 2014 se añadía el hecho de que tenía una catenaria no compensada, lo que provocaba que los enganchones en el pantógrafo fuesen una constante -especialmente en época invernal- y un límite de velocidad en los tramos que así lo permitían de hasta 120 km/h.
El Ministerio de Fomento inició en el año 2013 la modernización de la línea aérea de contacto así como la renovación de la vía en el tramo Santander-Torrelavega para intentar dar solución a estos problemas y «reducir los tiempos de viaje entre Madrid y Santander en aproximadamente tres horas y 30 minutos en el horizonte de 2015». No obstante los problemas de interrupción del servicio han continuado desde entonces.

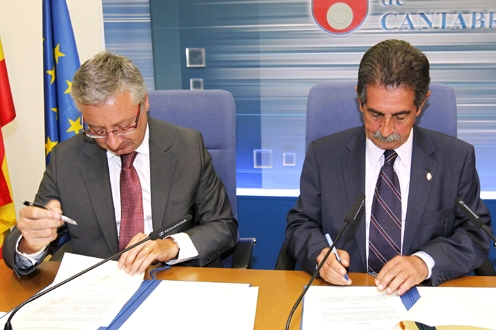
En agosto de 2010 el ministro de Fomento, José Blanco, y el presidente de Cantabria, Miguel Ángel, firmaron un protocolo para la licitación entre 2011 y 2012 de las obras para la puesta en servicio del tramo Palencia-Reinosa. La llegada de la alta velocidad a Cantabria fue un compromiso exigido por el PRC para alcanzar un pacto de gobierno con el PSOE en esta comunidad autónoma.

Con el desarrollo de la alta velocidad ferroviaria en España y ante el descontento por los problemas que generaba constantemente el estado de la infraestructura y el excesivo tiempo de viaje a Madrid, desde diferentes sectores de la sociedad cántabra se reclamaba inversiones en una línea de ferrocarril que desde 1955 no había sufrido grandes mejoras.
El presidente de Cantabria por aquel entonces, Miguel Ángel Revilla, abandera estas reivindicaciones llegando a supeditar el pacto de gobierno que el PRC mantenía con el PSOE desde 2003 a la consecución de esta obra.
Al igual que la LAV hacía Asturias, para Palencia-Santander se planteó la realización de una línea ferroviaria de uso mixto (mercancías y viajeros) debido al potencial de tráficos modesto que se estimaba.
Esto obligaba a proyectar rasantes con pendientes máximas normales de 15 milésimas (1'5%) y pendientes excepcionales de 18 mm (1'8%) según normativa de ADIF, menores que si fuese diseñado única y exclusivamente para el tráfico de viajeros: 25 milésimas (2'5%) la normal y 30 (3'0%) la excepcional.
El paso de la Cordillera Cantábrica de nuevo supondría el gran reto que ya significó para los ingenieros del siglo XIX. El tramo entre Reinosa y Los Corrales de Buelna volvería a ser el de mayor dificultad constructiva y coste económico, con un importante desafío de ingeniería civil. Un artículo de Rubén Calleja Cobo publicado en El Diario Montañés por aquellos años da idea del lance que supondría el paso de la vertiente Cantábrica para un ferrocarril moderno. En él se estudiaba el reto técnico de la construcción de una LAV entre Santander y la Meseta:

[...] disponemos de una buena aproximación en el otro gran paso de la Cordillera: la Variante de Pajares. En dicha variante, y en concreto, en el tramo de los túneles de Pajares, de 25 km de extensión y diseñados también para tráfico mixto, la rasante se ha definido con una única pendiente de 16'8 milésimas (1'68%). Tomando este valor como referencia y de aplicación en el AVE para Cantabria, se necesitan 45 km de ascensión constante, frente a los 30 existentes realmente.
Rubén Calleja Cobo. El Diario Montañés. 15-10-2009.

El artículo analizaba tres alternativas: un trazado rectilíneo, un trazado con paso por Los Corrales de Buelna (comenzando el descenso desde Reinosa a pendiente máxima admisible hasta alcanzar la cota de La Marina de Cantabria) y finalmente un trazado con paso por Reinosa (iniciando el ascenso desde Los Corrales de Buelna a pendiente máxima hasta salir en superficie en algún punto de Campoo al sur de Reinosa). Concluía resumiendo las principales dificultades de las tres posibilidades estudiadas:

A priori, las 3 [posibilidades] requerirán más de 30 km de trazado en estructura, circunstancia para nada excepcional: las LAV a Galicia, Asturias (de León a Oviedo) y País Vasco (de Vitoria a Bilbao) lo tendrán. La primera alternativa alarga 15 km el trazado y tendría un impacto visual mayor, la segunda probablemente necesite de algún viaducto de altura récord en España, mientras que la tercera exige un túnel de más de 30 km desde Bárcena de Pie de Concha o alrededores, con el menor impacto paisajístico, pero de mayor coste.
Rubén Calleja Cobo. El Diario Montañés. 15-10-2009.

La crisis económica de 2008 se llevaría por delante la idea de conexión entre Santander y la Meseta mediante un ferrocarril de alta velocidad, el cual tenía ya varios tramos licitados.
En mayo de 2010 el ministro de Fomento, José Blanco, anunciaba la renuncia del Gobierno de España al proyecto de construir esta LAV, anulando la adjudicación ya existente, y la intención de conectar Cantabria con la meseta a través de la Y Vasca.
Esta solución, integrada en el denominado Corredor Cantábrico-Mediterráneo, no llegó nunca a concretarse.
Descartada la construcción de la LAV reclamada desde Cantabria, un estudio de la Universidad de Cantabria a cargo del catedrático Enrique Castillo Ron realizado en 2015 presentó ocho alternativas que iban desde la más cara, construir una vía de alta velocidad de doble carril en la totalidad del trazado, hasta la más barata, que se limitaría a realizar modificaciones puntuales en el trazado actual.
Los diferentes gobiernos de Cantabria desde entonces han apadrinado la segunda alternativa menos onerosa recogida en el citado estudio, para proponer al Ministerio de Fomento una solución ferroviaria de línea de altas prestaciones que combinaría tramos de vía de velocidad alta y convencional, y poder realizar así el viaje de Santander a Madrid en 2 horas y 58 minutos (3 horas y 53 minutos en el caso de mercancías), frente a las 4 horas y 15 minutos de entonces.
La propuesta suponía una inversión de unos 300 millones de euros frente a los más de 3.200 millones que se estimaba costaría construir una vía doble de alta velocidad desde Santander hasta Palencia. Para ello se alternarían tramos de línea de velocidad alta, en unos casos doble y en otros simple, junto con tramos de línea convencional. Se reformarían y mejorarían notablemente aquellos tramos más sencillos de abordar con características de LAV entre Palencia hasta Alar del Rey, un trazado de algo más de 80 kilómetros en el que se combinarían tramos en vía doble y otros de vía única. A partir de ahí, el itinerario hasta Santander, que suma unos 130 kilómetros de longitud, se realizaría por el actual tendido de ancho ibérico de Renfe, en el que se aplicarían algunas mejoras.
En el ámbito del transporte de mercancías actualmente el excesivo tiempo de tránsito entre la meseta y Santander viene motivado en las demoras que sufren los convoyes por la preferencia de circulación de los trenes de pasajeros. Esto provoca, a juicio de la Autoridad Portuaria de Santander, un serio perjuicio y falta de competitividad frente a otros puertos de la Cornisa Cantábrica con conexiones ferroviarias más modernas, al ser un cuello de botella para el tráfico de mercancías que entra y sale por los muelles de Raos (fundamentalmente tráfico Ro-Ro de automóviles para la exportación, en el que se ha especializado el puerto de Santander).
Para intentar solventar este problema la propuesta del Gobierno de Cantabria supone sacar el mayor partido posible a la vía única existente, adaptándola para poder mover grandes convoyes de mercancías mediante la construcción de una serie de apartaderos que permitan el cruce de trenes mucho más largos que los que transitan en la actualidad.
El resumen de actuaciones de la propuesta era el siguiente:
- Doble vía entre Santander y Torrelavega.
- Supresión de todos los pasos a nivel entre Santander y Torrelavega y entre Mataporquera y Palencia.
- Rectificación de dos curvas pronunciadas en las inmediaciones de Aguilar de Campoo (Villaescusa de las Torres)42°45′17″N 4°16′24″O / 42.75472, -4.27333 y Matarrepudio (La Muñeca) 42°54′9″N 4°8′24″O / 42.90250, -4.14000.
- Nueva vía de velocidad alta entre Alar del Rey y Palencia.
- Adaptación de siete estaciones para facilitar el cruce de convoyes largos de hasta 550 metros, con posibilidad de alcanzar excepcionalmente los 600 metros.

El estudio no planteaba ninguna mejora en el tramo Reinosa-Corrales de Buelna, que es precisamente el que más complicaciones presenta, el que tiene el trazado más complejo y el que supondría altos costes de ejecución.
Tras una reunión entre la ministra de Fomento, Ana Pastor, y el presidente de Cantabria, Miguel Ángel Revilla, el 11 de diciembre de 2015 Adif aprueba la redacción del proyecto básico de la línea Palencia-Alar del Rey basándose en las propuestas del estudio realizado por la Universidad de Cantabria para la creación de una línea de ferrocarril de altas prestaciones.
En 2017 el proyecto vuelve a cambiar, anunciando el nuevo Ministro de Fomento Íñigo de la Serna el 1 de agosto de ese mismo año que la línea de Alta Velocidad entre Palencia y Aguilar tendrá una plataforma con ancho internacional hasta Reinosa con una inversión de 350 millones de euros.
El 6 de noviembre de 2021 la entonces ministra de Transportes, Movilidad y Agenda Urbana, Raquel Sánchez, inaugura las obras de la línea de alta velocidad entre Palencia y Reinosa en el tramo entre Amusco y Osorno. El acto se celebra en Monzón de Campos, donde once años atrás tuvo lugar otro evento similar en reivindicación del proyecto tras su paralización cuando era ministro José Blanco.

### Modernización del tramo Santander-Reinosa

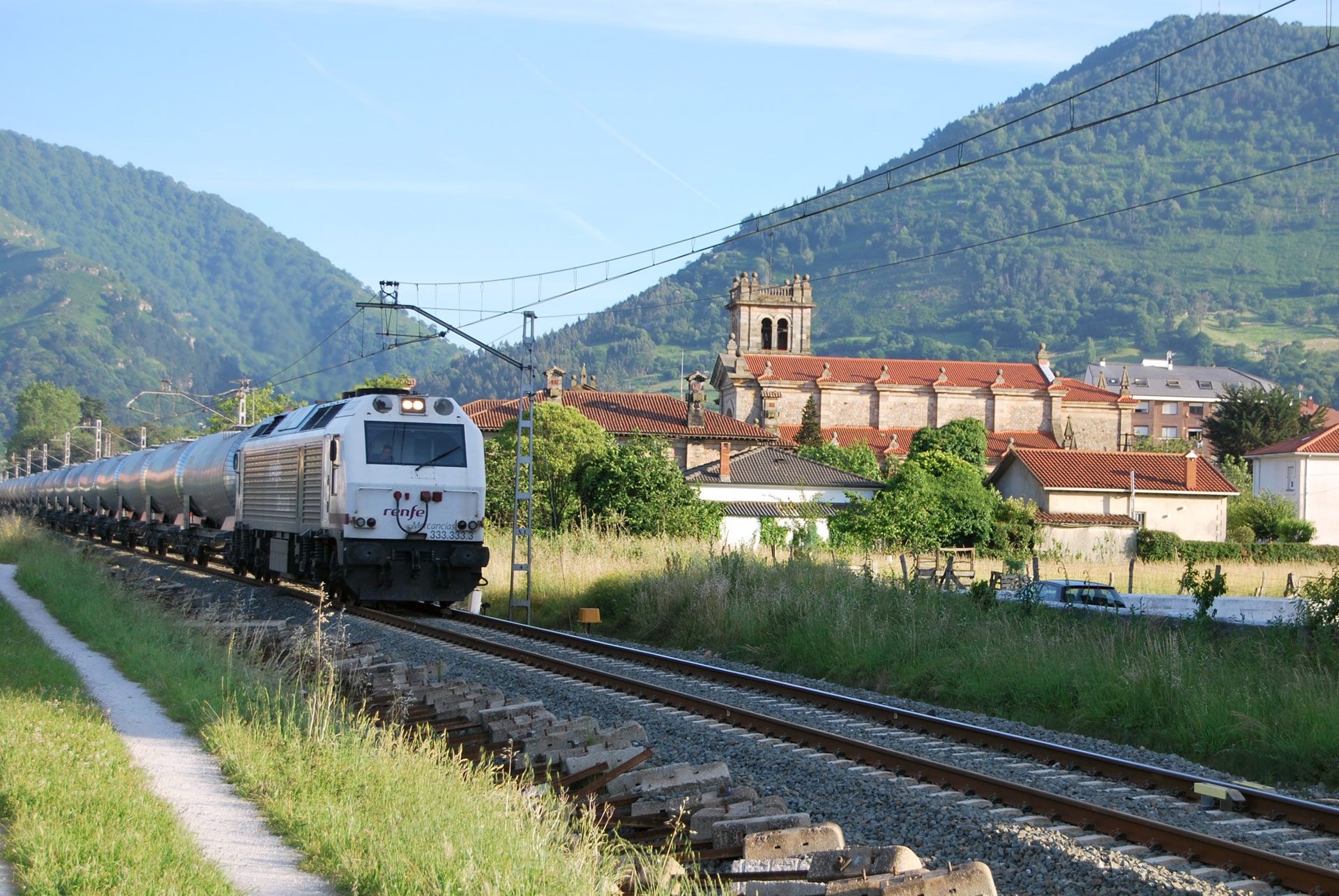
Convoy de vagones cisternas en la línea Palencia-Santander a su paso por Los Corrales de Buelna en el año 2010. Se aprecia la renovación de las traviesas.

Ante la complejidad del terreno y los elevados costes asociados a la construcción de un nuevo trazado de alta velocidad a través de la Cordillera Cantábrica entre Reinosa y Santander, se acordó una solución técnica alternativa. La alta velocidad alcanzará únicamente hasta Reinosa, mientras que el tramo restante se beneficiará de una serie de mejoras que permitirán incrementar la capacidad y velocidad de los servicios, aunque sin alcanzar los estándares de las líneas de alta velocidad.
Con una inversión de 139,7 millones de euros, se prevé duplicar la vía en el tramo Santander-Torrelavega y realizar un estudio técnico para optimizar el tramo Torrelavega-Reinosa. Las obras del primer tramo ya se encuentran actualmente (2024) en ejecución, mientras que el estudio informativo del segundo tramo está pendiente de contratación por parte de Adif.
En 2025, Adif planea invertir más de 13 millones de euros en la ampliación de las vías de apartado en las estaciones de Cobejo y Los Corrales de Buelna, con el objetivo de mejorar el tránsito de mercancías hacia el Puerto de Santander. En concreto, se construirán nuevas vías de apartado para trenes de hasta de 750 metros en ambas estaciones, alcanzando los estándares de las autopistas ferroviarias. En Los Corrales, se creará una vía de apartado de 1,5 kilómetros al norte de la estación actual, que ya dispone de tres vías en uso. Por su parte, en Cobejo se prolongará la vía de apartado actual hasta los 750 metros, también en la zona norte.
El objetivo de la modernización es incrementar la capacidad y fiabilidad de la infraestructura, también para mercancías; favorecer el tránsito ferroviario, agilizando maniobras y cruces de los diferentes servicios; y dejar la vía preparada para el incremento de tráfico previsto con la llegada de la alta velocidad.